# IV (Veruca Salt)
IV è il quarto album in studio del gruppo musicale alternative rock statunitense Veruca Salt, pubblicato nel 2006.

## Tracce
1. So Weird – 3:35
2. Centipede – 3:00
3. Innocent – 2:52
4. Circular Trend – 2:42
5. Perfect Love – 3:42
6. Closer – 3:27
7. Sick as Your Secrets – 5:36
8. Wake Up Dead – 3:34
9. Damage Done – 4:09
10. Blissful Queen – 3:44
11. The Sun – 3:57
12. Comes and Goes – 2:29
13. Save You – 4:24
14. Salt Flat Epic – 7:57

## Formazione
- Louise Post - voce, chitarre, percussioni
- Stephen Fitzpatrick - chitarre, mellotron
- Kellii Scott - batteria, percussioni
- Matt Walker - percussioni, batteria
- Nicole Fiorentino - basso
- Solomon Snyder - basso
- Paul Wiancko - violoncello
- Jonny Polonsky - piano